# Evangelische Volkspartei Zürich
Die Evangelische Volkspartei Zürich ist eine Mitte-Partei im Kanton Zürich. Sie ist eine Kantonalpartei der Evangelischen Volkspartei.

## Profil
Die Ausrichtung der EVP ZH ist sehr breit und in der Tendenz eher öko-sozial-konservativ ausgerichtet. Das wirtschaftsliberale Element ist vorhanden, aber etwas weniger deutlich.
Die Mitglieder der EVP Zürich kommen zu etwa 59 % aus der reformierten Landeskirche, zu 36 % aus verschiedenen Freikirchen und zu 2 % aus der römisch-katholischen Landeskirche.
Abgesehen von den Jahren 1939–1943 hat die EVP Zürich seit 1919 immer einen oder zwei Nationalräte gestellt.
Bei den Kantonsratswahlen 2023 erlangte die EVP ZH 3,86 % der Wählerstimmen (−0,38 % gegenüber 2019). Die EVP hat somit 7 Sitze im Zürcher Kantonsrat. Ihr bestes Resultat erzielte die EVP ZH im Bezirk Affoltern mit 8,68 %.
Nik Gugger vertritt die EVP ZH im Nationalrat. Bei den Nationalratswahlen 2023 erreichte die EVP im Kanton Zürich 2,84 % (−0,46 %). Dieses Resultat setzt sich zusammen aus 2,48 % für die Hauptliste, 0,18 % für die *jevp und 0,17 % für die Liste Frauen EVP. Die EVP-Hauptliste erzielte ihr bestes Resultats im Bezirk Pfäffikon (4,24 %), die *jevp im Bezirk Pfäffikon und Winterthur (je 0,32 %) und die Frauen-Liste ebenso im Bezirk Pfäffikon (0,32 %).
Die EVP des Kantons Zürich stellt 2019 drei Oberrichter, 24 Mitglieder von Gemeindeexekutiven und 34 Mandate in Gemeindeparlamenten.
Die EVP Zürich hat in den vergangenen Jahren folgende Kantonale Volksinitiativen lanciert:
2004: Zürcher Volksinitiative für Unterrichtsfach ‚Biblische Geschichte’
2013: Zürcher Volksinitiative „Uferwege für alle“
2014: Klassengrösseninitiative
2017: Initiative „Faires Wahlrecht für Züri“

## Geschichte

### Ergebnisse der EVP bei den Wahlen zum Zürcher Kantonsrat
Die EVP des Kantons Zürich war im 180-köpfigen Zürcher Kantonsrat wie folgt mit Sitzen vertreten:
| Wahljahr | %     | Kantonsrats-Sitze |
| -------- | ----- | ----------------- |
| 1935     |       | 3                 |
| 1939     |       | 2                 |
| 1943     |       | 2                 |
| 1947     | 2,6 % | 1                 |
| 1951     | 3,5 % | 3                 |
| 1955     | 4,8 % | 7                 |
| 1959     | 6,8 % | 8                 |
| 1963     | 7,1 % | 11                |
| 1967     | 6,5 % | 11                |
| 1971     | 7,2 % | 11                |
| 1975     | 7,3 % | 14                |
| 1979     | 7,2 % | 12                |
| 1983     | 7,5 % | 14                |
| 1987     | 6,2 % | 11                |
| 1991     | 5,4 % | 7                 |
| 1995     | 6,2 % | 9                 |
| 1999     | 5,6 % | 9                 |
| 2003     | 5,1 % | 9                 |
| 2007     | 5,2 % | 10                |
| 2011     | 3,8 % | 7                 |
| 2015     | 4,3 % | 8                 |
| 2019     | 4,2 % | 8                 |
| 2023     | 3,9 % | 7                 |

### Ergebnisse der EVP bei den Nationalratswahlen im Kanton Zürich
Bei den Wahlen zum schweizerischen Nationalrat erreichte die EVP jeweils folgende Ergebnisse (Wähleranteil nur auf den Kanton Zürich bezogen):
| Jahr | %     | Sitze | gewählt                         |
| ---- | ----- | ----- | ------------------------------- |
| 1919 | 3,8 % | 1     | Hans Hoppeler                   |
| 1922 | 4,5 % | 1     | Hans Hoppeler                   |
| 1925 | 4,6 % | 1     | Hans Hoppeler                   |
| 1928 | 3,5 % | 1     | Hans Hoppeler                   |
| 1931 | 4,2 % | 1     | Hans Hoppeler                   |
| 1935 | 2,9 % | 1     | Hans Hoppeler                   |
| 1939 | 2,3 % | 0     |                                 |
| 1943 | 2,4 % | 1     | Paul Zigerli                    |
| 1947 | 3,4 % | 1     | Paul Zigerli                    |
| 1951 | 3,9 % | 1     | Paul Zigerli                    |
| 1955 | 4,9 % | 1     | Paul Zigerli                    |
| 1959 | 5,5 % | 2     | Willy Sauser Ernst Schmid       |
| 1963 | 5,7 % | 2     | Willy Sauser Ernst Schmid       |
| 1967 | 4,8 % | 2     | Willy Sauser Ernst Schmid       |
| 1971 | 5,2 % | 2     | Willy Sauser Heinrich Schalcher |
| 1975 | 5,4 % | 2     | Willy Sauser Heinrich Schalcher |
| 1979 | 5,7 % | 2     | Heinrich Schalcher Hans Oester  |
| 1983 | 5,4 % | 2     | Hans Oester Max Dünki           |
| 1987 | 4,4 % | 2     | Hans Oester Max Dünki           |
| 1991 | 4,8 % | 2     | Max Dünki Ernst Sieber          |
| 1995 | 3,7 % | 1     | Max Dünki                       |
| 1999 | 3,4 % | 1     | Ruedi Aeschbacher               |
| 2003 | 4,1 % | 1     | Ruedi Aeschbacher               |
| 2007 | 3,7 % | 1     | Ruedi Aeschbacher               |
| 2011 | 3,1 % | 1     | Maja Ingold                     |
| 2015 | 3,1 % | 1     | Maja Ingold                     |
| 2019 | 3,3 % | 1     | Nik Gugger                      |
| 2023 | 2,8 % | 1     | Nik Gugger                      |